# Unni (Palca)
Unni (auch: Uni, Huni oder San Geronimo de Uni) ist eine Ortschaft im Departamento La Paz im südamerikanischen Andenstaat Bolivien.

## Lage im Nahraum
Unni ist der zweitgrößte Ort im Cantón Palca des Municipios Palca in der Provinz Murillo. Die Ortschaft liegt auf einer Höhe von 3931 m am Ostrand des bolivianischen Altiplano, unterhalb des Cerro Achachicala (4505 m) an der Quebrada Chua Kheri, auf halbem Weg zwischen der Hauptstadt La Paz und dem Illimani.

## Geographie
Unni liegt am Rande des Gebirgsmassivs Quimsa Cruz, welches ein Teil der bolivianischen Cordillera Real ist. Das Klima der Region ist ein typisches Tageszeitenklima, bei dem die tägliche Schwankung der Temperaturen deutlicher ausfällt als die mittleren Temperaturunterschiede der Jahreszeiten.
Die mittlere Durchschnittstemperatur der Region liegt bei etwa 10 °C (siehe Klimadiagramm La Paz) und schwankt nur unwesentlich zwischen 8 °C im Juni/Juli und 12 °C im November. Der Jahresniederschlag beträgt etwa 560 mm, bei einer ausgeprägten Trockenzeit von Mai bis August mit Monatsniederschlägen unter 15 mm, und einem Niederschlagsmaximum im Januar mit 120 mm.

## Verkehrsnetz
Unni liegt 20 km südöstlich von La Paz und ist mit der Hauptstadt durch die Avenida Ballivián verbunden.

## Bevölkerung
Die Einwohnerzahl der Ortschaft scheint in dem Jahrzehnt zwischen den beiden letzten Volkszählungen zurückgegangen zu sein, wobei sich jedoch durch die sich verändernden strukturellen Ortsgrenzen Abweichungen ergeben können:
| Jahr | Einwohner         | Quelle       |
| ---- | ----------------- | ------------ |
| 1992 | keine Detaildaten | Volkszählung |
| 2001 | 726               | Volkszählung |
| 2012 | 518               | Volkszählung |
| 2024 |                   | Volkszählung |

Die Region weist einen hohen Anteil an Aymara-Bevölkerung auf, im Municipio Palca sprechen 94,1 Prozent der Bevölkerung Aymara.